# Peromyscus megalops
Peromyscus megalops és una espècie de mamífer rosegador de la família dels cricètids. És endèmic de Mèxic, on viu a altituds d'entre 1.500 i 3.000 msnm. El seu hàbitat natural són els boscos de pins i roures situats a altiplans. Prefereix les zones riberenques. És una espècie en risc mínim, és a dir, no sembla que hi hagi cap amenaça significativa per a la seva supervivència. El seu nom específic, megalops, significa ‘ull gran’ en llatí.